# Sabethes ortizi
Sabethes ortizi är en tvåvingeart som beskrevs av Vargas och Diaz Najera 1961. Sabethes ortizi ingår i släktet Sabethes och familjen stickmyggor. Inga underarter finns listade i Catalogue of Life.